# 日本の栄典

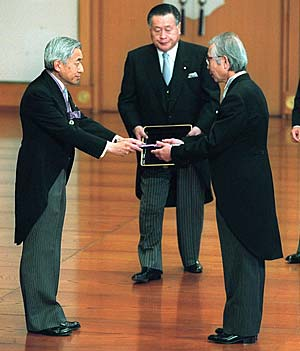
2000年11月3日、皇居にて第125代天皇明仁（手前左）から文化勲章を授与される筑波大学名誉教授白川英樹（手前右）

日本の栄典（にほんのえいてん）では、日本における栄典について解説する。
現在に至る日本の栄典制度は明治時代に制定されたもので、日本という国家に勲績功労ある者を褒賞するために設けられた。

## 概説
律令制に於いても位階や勲位といったものが存在した。
栄典を授与する権能は、君主国においては伝統的に君主の特権に属する権能であるとされており、大日本帝国憲法においても天皇大権の一つとして「栄典大権」と呼称されていた（大日本帝国憲法第15条）。
明治時代に定められた栄典には叙位、叙勲、叙爵などがあり、他に麝香間祗候・錦鶏間祗候や宮中顧問官のように特別な官職につく例や、内閣総理大臣・枢密院議長を経験した者になされる前官礼遇の様に待遇に関するもの、勲章に準ずる賜杯（賞杯）、特に功績のあった臣下に賜る勅語・国葬もあった。
戦後、日本国憲法の下で華族その他の貴族の制度が禁じられたことにより、爵位については廃止された。また位階については、生前の叙位は行われなくなっており、死後の贈位のみ行われている。
日本国憲法第7条では、栄典の授与を内閣の助言と承認のもとに行われる天皇の国事行為と規定しており、勲章や位階などは天皇の名により授与する形式をとっている。なお、この規定は天皇以外の機関（国会、内閣総理大臣、都道府県知事、市町村長など）が授与を行う栄典の制度を設けることを排斥するものではない（国会による永年勤続議員表彰、内閣総理大臣による国民栄誉賞、地方公共団体における名誉市民など）。
栄典の効力について、日本国憲法第14条第3項は「栄誉、勲章その他の栄典の授与は、いかなる特権も伴はない。栄典の授与は、現にこれを有し、又は将来これを受ける者の一代に限り、その効力を有する。」と定める。ただし、栄典の授与に一定の経済的利益が伴う場合であっても、それが直ちに憲法で禁じられている「特権」に該当するとは言えないと考えられており、民主主義のもとにおいて合理的な範囲か否かという点から判断される（文化功労者年金については文化功労者年金法参照））。

## 勲章
日本の勲章制度は1875年（明治8年）4月10日に賞牌従軍牌制定ノ件（太政官布告第54号）が制定されたのに始まる。この時制定された勲章が今日の旭日章の元となる。
1876年（明治9年）には菊花章が制定される。1881年（明治14年）12月褒章条例（明治14年太政官布告第63号）の公布により紅綬褒章、緑綬褒章、藍綬褒章が制定され褒章の授与が始まる。1888年（明治21年）瑞宝章・宝冠章が制定される。1890年（明治23年）には軍人専用の勲章である金鵄勲章が制定された。以後も褒章の種類が追加される。1937年（昭和12年）には文化勲章の授与が始まった。
終戦に伴い生存者の叙勲は停止されていたが、1964年（昭和39年）に叙勲を復活させた。
2003年（平成15年）には勲章制度が全面的に改正され、数字による等級を廃止し叙勲基準の見直しが行われた。勲章と重複した制度であると批判があった褒章については廃止も検討されたが、据え置かれた。

## 表示

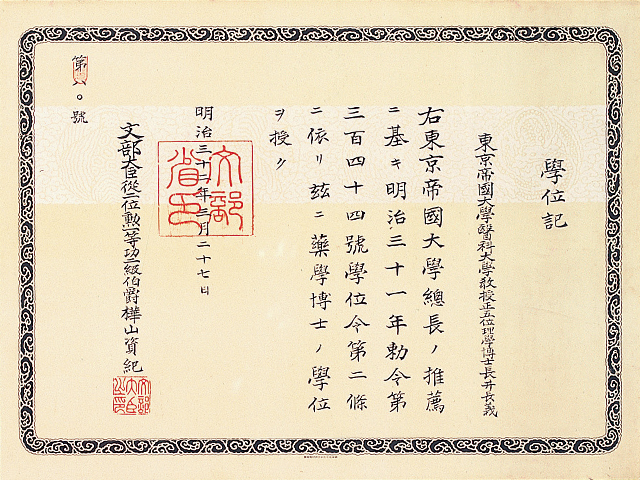
文部大臣樺山資紀から長井長義に授与された学位記。長井の名には東京帝国大学医科大学教授（補職）正五位（位階）理学博士（学位）を冠して表記されている。樺山の名には文部大臣（補職）従二位（位階）勲一等（勲等）功二級（功級）伯爵（爵位）を冠して表記されている

第二次世界大戦前の日本において、公文書に於いて身分を表示する場合は以下のような規則に基づき、栄典を並べて表記した。この方式は、国会における国会議員等物故時の弔詞において今なお踏襲されている。
表示順
1. 補職
2. 階級（陸軍大将・海軍大将のように軍における階級）
3. 位階
4. 勲等
5. 功級
6. 爵位
7. 学位（博士号）

表示例
内閣総理大臣元帥陸軍大将従一位大勲位功一級公爵医学博士　日本太郎
- 補職は官吏としての役職しか表示しない。
- 元帥陸軍大将の内、元帥は階級名ではなく称号だが、陸軍大将の前に冠して表示した。
- 例では従一位としたが、位階における最高位は正一位。但し現代では従一位が事実上の最高位である。
- 勲等では最高位が大勲位、最下位が勲八等である。勲等勲章としては大勲位菊花大綬章や勲一等旭日大綬章という様に勲章の部分もあるが、勲章の名称はこの場合表示しない。
- 功級は軍人・軍属にのみ与えられた金鵄勲章に附随するものである。
- 学位は表示しないこともある。
- 功級、爵位が廃止となった日本国憲法下の国会にあっても、博士号を除く残余の部分は国会議員等への弔詞に用いられる。この場合、「元内閣総理大臣」のように元職が用いられたり、官吏の補職ではないが政党の役職（総裁など最高位のものに限る）が冠される例がある。2003年（平成15年）11月3日以降の新制度下で数字表記の勲等のない勲章を授与された者について弔詞を贈る場合は、旧制度時代の「勲等のみで勲章は省略」という原則によらず「正三位旭日大綬章」のように位階に続けて勲章を表示する。

皇族（三后を除く）の場合
大勲位○仁親王、勲一等○子内親王、勲二等○子女王
○仁親王妃勲一等○子
- 歌会始での表示（1959年まで）、皇族の墓碑銘などで勲等を明示する場合は、いずれも本人の名の前に冠する。
- 親王妃及び王妃にあっては夫たる皇族の名の前には冠さない。